# Кешею (комуна)
Кешею (рум. Cășeiu) — комуна у повіті Клуж в Румунії. До складу комуни входять такі села (дані про населення за 2002 рік):
- Гирбеу-Дежулуй (300 осіб)
- Гуга (317 осіб)
- Кешею (1443 особи)
- Коморица (27 осіб)
- Коплян (429 осіб)
- Кустура (43 особи)
- Леурда (120 осіб)
- Ругешешть (1116 осіб)
- Селетрук (89 осіб)
- Урішор (998 осіб)

Комуна розташована на відстані 352 км на північний захід від Бухареста, 50 км на північний схід від Клуж-Напоки.

## Населення
За даними перепису населення 2002 року у комуні проживали 4882 особи.
Національний склад населення комуни:
| Національність | Кількість осіб | Відсоток |
| -------------- | -------------- | -------- |
| румуни         | 4611           | 94,4%    |
| цигани         | 228            | 4,7%     |
| угорці         | 41             | 0,8%     |
| німці          | 1              | < 0,1%   |
| серби          | 1              | < 0,1%   |

Рідною мовою назвали:
| Мова      | Кількість осіб | Відсоток |
| --------- | -------------- | -------- |
| румунська | 4845           | 99,2%    |
| угорська  | 21             | 0,4%     |
| циганська | 15             | 0,3%     |
| німецька  | 1              | < 0,1%   |

Склад населення комуни за віросповіданням:
| Релігія                                       | Кількість осіб | Відсоток |
| --------------------------------------------- | -------------- | -------- |
| православні                                   | 4211           | 86,3%    |
| п'ятдесятники                                 | 323            | 6,6%     |
| греко-католики                                | 266            | 5,4%     |
| баптисти                                      | 36             | 0,7%     |
| реформати                                     | 21             | 0,4%     |
| римо-католики                                 | 8              | 0,2%     |
| адвентисти                                    | 4              | 0,1%     |
| атеїсти                                       | 3              | 0,1%     |
| лютерани (Синодально-пресвітеріанська церква) | 2              | < 0,1%   |
| не вказали релігію                            | 4              | 0,1%     |